# Alessandro Sibilio
Alessandro Sibilio (Napoli, 27 aprile 1999) è un ostacolista e velocista italiano, campione europeo under 23 dei 400 metri ostacoli a Tallinn 2021 e campione europeo under 18 a Tbilisi 2016.
Detiene il primato nazionale dei 400 metri ostacoli con il tempo di 47"50, che è valso l'argento agli Europei di Roma 2024, nonché la terza prestazione italiana di sempre nei 400 metri piani con il tempo di 45"08.
Insieme a Davide Re, Vladimir Aceti ed Edoardo Scotti detiene anche il primato nazionale della staffetta 4×400 metri con il tempo di 2'58"81, stabilito in occasione dei Giochi olimpici di Tokyo 2020.

## Biografia
Dopo aver provato diversi sport, come il calcio, ha iniziato a praticare l'atletica leggera e, successivamente, i 400 metri piani e i 400 metri ostacoli tra il 2010 e il 2011, al Campo Sportivo del Parco Virgiliano di Posillipo. Nel 2016, a Tbilisi, è diventato campione europeo under 18 dei 400 metri ostacoli - con il tempo di 51"46 - e della staffetta svedese con il crono di 1'52"78.
L'anno successivo, agli europei under 20 di Grosseto, ha vinto la medaglia d'argento nei 400 metri ostacoli con il tempo di 50"34, dietro il francese Wilfried Happio (49"93), e la medaglia d'oro nella staffetta 4×400 metri (insieme a Vladimir Aceti, Edoardo Scotti e Klaudio Gjetja) con 3'08"68.
Nel 2018, a Tampere, si è laureato campione mondiale under 20 della staffetta 4×400 metri (insieme a Klaudio Gjetja, Andrea Romani ed Edoardo Scotti) con il tempo di 3'04"05, migliore prestazione europea di categoria. Nel 2019 ha conquistato a Bressanone il suo primo titolo italiano assoluto, vincendo la finale dei 400 metri ostacoli con il tempo di 50"84.
Dopo aver conseguito il diploma al liceo scientifico, si è laureato in ingegneria gestionale.
Nel 2021 ha vinto a Rovereto il suo secondo titolo italiano assoluto dei 400 metri ostacoli con il tempo di 48"96, scendendo per la prima volta sotto i 49". Nello stesso anno, a Tallinn, si è laureato campione europeo under 23 della specialità con il tempo di 48"42, migliore prestazione italiana di categoria, vincendo anche la medaglia d'argento nella staffetta 4×400 metri con 3'06"07.
Ai Giochi olimpici di Tokyo 2020, dopo aver corso la semifinale dei 400 metri ostacoli in 47"93 (prima sua volta sotto i 48", a 39 centesimi dal record italiano), si è qualificato per la sua prima finale olimpica, terminata all'ottavo posto con il tempo di 48"77. Nella stessa rassegna olimpica ha stabilito per due volte, insieme a Vladimir Aceti, Edoardo Scotti e Davide Re, il record italiano della staffetta 4×400 metri, scendendo sotto i 3 minuti sia in batteria (2'58"91) che in finale (2'58"81), qeuest'ultima conclusa al settimo posto. 
Nel 2024, ai campionati europei casalinghi di Roma vince la medaglia d'argento nei 400 metri ostacoli alle spalle del solo Karsten Warholm: inoltre, con il crono di 47"50, sigla il nuovo record italiano superando di quattro centesimi quello stabilito da Fabrizio Mori del 2001.

## Record nazionali
Seniores
- 400 metri ostacoli: 47"50 ( Roma, 11 giugno 2024)
- Staffetta 4×400 metri: 2'58"81 ( Tokyo, 7 agosto 2021) (Davide Re, Vladimir Aceti, Edoardo Scotti, Alessandro Sibilio)

Promesse (under 23)
- 400 metri ostacoli: 47"93 ( Tokyo, 1º agosto 2021)

Juniores (under 20)
- Staffetta 4×400 metri: 3'04"05 ( Tampere, 15 luglio 2018) (Klaudio Gjetja, Andrea Romani, Alessandro Sibilio, Edoardo Scotti)

## Progressione

### 400 metri ostacoli
| Stagione | Tempo | Luogo      | Data      | Rank. Mond. |
| -------- | ----- | ---------- | --------- | ----------- |
| 2024     | 47"50 | Roma       | 10-6-2024 |             |
| 2023     | 48"14 | Chorzów    | 24-6-2023 |             |
| 2021     | 47"93 | Tokyo      | 1-8-2021  | 8º          |
| 2020     | 50"46 | Grosseto   | 20-9-2020 |             |
| 2019     | 50"72 | Conegliano | 21-6-2019 |             |
| 2018     | 50"73 | Tampere    | 13-7-2018 |             |
| 2017     | 50"34 | Grosseto   | 23-7-2017 |             |
| 2016     | 51"46 | Tbilisi    | 17-7-2016 |             |

## Palmarès
| Anno | Manifestazione  | Sede      | Evento        | Risultato  | Prestazione | Note                                                                                     |
| ---- | --------------- | --------- | ------------- | ---------- | ----------- | ---------------------------------------------------------------------------------------- |
| 2016 | Europei U18     | Tbilisi   | 400 m hs      | Oro        | 51"46       | Miglior prestazione personale                                                            |
| 2016 | Europei U18     | Tbilisi   | Svedese       | Oro        | 1'52"78     | [ 3 ]                                                                                    |
| 2016 | Mondiali U20    | Bydgoszcz | 4×400 m       | Finale     | dq          | TR17.3.1                                                                                 |
| 2017 | Europei U20     | Grosseto  | 400 m hs      | Argento    | 50"34       | Miglior prestazione personale                                                            |
| 2017 | Europei U20     | Grosseto  | 4×400 m       | Oro        | 3'08"68     | [ 5 ]                                                                                    |
| 2018 | Mondiali U20    | Tampere   | 400 m hs      | 8º         | 52"38       | [ 6 ]                                                                                    |
| 2018 | Mondiali U20    | Tampere   | 4×400 m       | Oro        | 3'04"05     | [ 7 ]                                                                                    |
| 2019 | World Relays    | Yokohama  | 4×400 m       | 9º         | 3'02"87     | [ 8 ]                                                                                    |
| 2019 | World Relays    | Yokohama  | 4×400 m mista | 4º         | 3'20"28     | [ 9 ]                                                                                    |
| 2019 | Europei U23     | Gävle     | 400 m hs      | Batteria   | 52"23       |                                                                                          |
| 2019 | Europei U23     | Gävle     | 4×400 m       | Finale     | dq          | TR17.2.2                                                                                 |
| 2021 | World Relays    | Chorzów   | 4×400 m       | 4º         | 3'05"11     | [ 11 ]                                                                                   |
| 2021 | Europei U23     | Tallinn   | 400 m hs      | Oro        | 48"42       | Miglior prestazione europea stagionale under 23 · Miglior prestazione nazionale under 23 |
| 2021 | Europei U23     | Tallinn   | 4×400 m       | Argento    | 3'06"07     | [ 12 ]                                                                                   |
| 2021 | Giochi olimpici | Tokyo     | 400 m hs      | 8º         | 48"77       | [ 13 ]                                                                                   |
| 2021 | Giochi olimpici | Tokyo     | 4×400 m       | 7º         | 2'58"81     | [ 14 ]                                                                                   |
| 2023 | Giochi europei  | Chorzów   | 400 m hs      | Oro        | 48"14       | [ 15 ]                                                                                   |
| 2023 | Giochi europei  | Chorzów   | A squadre     | Oro        | 426,5 p.    | [ 15 ]                                                                                   |
| 2023 | Mondiali        | Budapest  | 400 m hs      | Semifinale | 48"43       |                                                                                          |
| 2023 | Mondiali        | Budapest  | 4×400 m       | 7º         | 3'01"23     | [ 16 ] [ 17 ]                                                                            |
| 2024 | Europei         | Roma      | 400 m hs      | Argento    | 47"50       | Record nazionale                                                                         |
| 2024 | Giochi olimpici | Parigi    | 400 m hs      | Semifinale | 48"79       |                                                                                          |
| 2024 | Giochi olimpici | Parigi    | 4×400 m       | 7ª         | 2'59"72     |                                                                                          |

## Campionati nazionali
- 3 volte campione nazionale assoluto dei 400 m ostacoli (2019, 2021, 2025)

2016
- Oro ai campionati italiani allievi (Jesolo), 400 m hs - 52"78

2017
- Oro ai campionati italiani juniores (Firenze), 400 m hs - 51"98
- Oro ai campionati italiani juniores (Firenze), staffetta 4×400 m - 3'16"68

2018
- Bronzo ai campionati italiani juniores (Agropoli), 400 m hs - 52"90

2019
- Oro ai campionati italiani promesse (Rieti), 400 m hs - 51"16
- Oro ai campionati italiani assoluti (Bressanone), 400 m hs - 50"84

2020
- Oro ai campionati italiani promesse (Grosseto), 400 m hs - 50"46

2021
- Oro ai campionati italiani assoluti (Rovereto), 400 m hs - 48"96

2022
- In finale ai campionati italiani assoluti (Rieti), 400 m piani - dnf

2025
- Oro ai campionati italiani assoluti (Caorle), 400 m hs - 48"95

## Altre competizioni internazionali
2021
- Oro nella Super League degli Europei a squadre ( Chorzów), 400 m hs - 49"70
- Oro nella Super League degli Europei a squadre ( Chorzów), 4×400 m - 3'02"64

2023
- Campionati europei a squadre di atletica leggera ( Chorzów)
- Oro ai Campionati europei a squadre di atletica leggera ( Chorzów), 400 m hs - 48"14
- 4º al Bauhaus Galan ( Stoccolma), 400 m hs - 49"11

2025
- Campionati europei a squadre di atletica leggera ( Madrid)
- Oro alla Doha Diamond League ( Doha), 400 m hs - 49"32